# Murray McCallum
Pour les articles homonymes, voir McCallum.

a Compétitions nationales et continentales officielles uniquement.

b Matchs officiels uniquement.
Dernière mise à jour le 20 décembre 2024.
Murray McCallum, né le 16 mars 1996 à Kirkcaldy (Écosse), est un joueur international écossais de rugby à XV jouant au poste de pilier droit ou gauche aux Newcastle Falcons depuis 2023.

## Biographie

### Carrière en club
Murray McCallum commence le rugby à XV en 2003 au Dunfermline RFC. Il rejoint ensuite le Heriot's RC, avant de passer par la Scottish Rugby Academy (en) et d'être ensuite recruté par Édimbourg Rugby,.
Murray McCallum fait ses débuts professionnels en début de saison 2016-2017 avec Édimbourg contre le Benetton Trévise. Il passe cinq saisons dans la capitale écossaise, jouant plus de 60 matchs et marque quatre essais.
En juillet 2021, il s'engage avec les Glasgow Warriors où il signe un contrat à court terme. Quelques mois plus tard, en novembre 2021, il rejoint les Worcester Warriors en Premiership. Pour sa première saison, il atteint la finale de la Coupe d'Angleterre 2022. Il est titulaire en finale face aux London Irish et remporte la compétition. Il s'agit du premier trophée de sa carrière.
Cependant, avec la liquidation judiciaire du club en octobre 2022 entraînant le licenciement de tous les joueurs de l'équipe, il quitte le club après seulement une saison et seize matchs joués.
Il est alors mis à l'essai à l'US Montauban, avec qui il s'entraîne pendant dix jours en tout début d'année 2023. Finalement, à la fin de cette période, il retourne dans son premier club, à Édimbourg, pour finir la saison 2022-2023.
Murray McCallum s'engage ensuite avec les Newcatle Falcons à partir de la saison 2023-2024.

### Carrière internationale
En 2015, il est sélectionné pour la première fois en équipe d'Écosse des moins de 20 ans pour le Tournoi des Six Nations des moins de 20 ans. Il participe ensuite au Championnat du monde junior de la même année. De même en 2016.
En janvier 2018, il est appelé pour la première fois en équipe d'Écosse pour le Tournoi des Six Nations 2018. Il profite des très nombreuses absences à son poste, avec la suspension de Simon Berghan et les blessures de Zander Fagerson, WP Nel, Ross Ford, Allan Dell, Darryl Marfo et Alasdair Dickinson. Il connaît ainsi sa première cape le 3 février 2018, lorsqu'il entre en jeu à la place de Jon Welsh dans une défaite 34-7 face au pays de Galles. Quelques mois plus tard, durant l'été 2018, il joue deux tests internationaux contre le Canada et les États-Unis.

## Statistiques en équipe nationale
Murray McCallum compte trois sélections en équipe d'Écosse. Il a pris part à une édition du Tournoi des Six Nations en 2018.
| Année | Compétition | Matchs | Points | Essais |
| ----- | ----------- | ------ | ------ | ------ |
| 2018  | Six Nations | 1      | -      | -      |
| 2018  | Test matchs | 2      | -      | -      |
| Total | Total       | 3      | 0      | 0      |

## Palmarès
- Worcester Warriors
  - Vainqueur de la Coupe d'Angleterre en 2022